# Gervais Ndirakobuca
Gervais Ndirakobuca est un militaire et homme d'État burundais, ministre de l'Intérieur, de la Sécurité publique et du Développement communautaire (2020-2022), Premier ministre de (2022-2025) puis président du Sénat (depuis 2025).
Il est connu pour sa répression violente des manifestations de 2015 au Burundi contre le troisième mandat du président Pierre Nkurunziza et a fait l'objet de sanctions des États-Unis et de l'Union européenne pour violations des droits de l'homme.

## Biographie
Ndirakobuca est un commandant rebelle pendant la guerre civile qui se termine en 2003. Son surnom est « Ndakugarika » signifiant « je te tuerai » (ou « Je vais t'étendre raide mort ») en langue kirundi. Après la fin de la guerre, il rejoint la police burundaise en s'élevant au grade de commissaire (lieutenant général).
Il utilise une force excessive pour réprimer les manifestations de 2015 qui suivent la décision du président Pierre Nkurunziza de briguer un troisième mandat. Des sanctions sont imposées contre Ndirakobuca par les États-Unis, le Royaume-Uni, la France, la Suisse et l'Union européenne pour « actes de violence, actes de répression et violations du droit international des droits de l'homme contre des manifestants… les 26, 27 et 28 avril dans les quartiers Nyakabiga et Musaga à Bujumbura »,. Au moins 1 700 personnes sont tuées pendant les manifestations. La Cour pénale internationale ouvre une enquête contre des responsables gouvernementaux impliqués dans la répression, dont Ndirakobuca. Malgré cela, le président Évariste Ndayishimiye le nomme ministre de l'Intérieur, de la Sécurité et du Développement communautaire en 2020. Il est considéré comme un vice-Premier ministre de facto ou numéro 2 du gouvernement, derrière le Premier ministre Alain-Guillaume Bunyoni, avec son ministère aux compétences larges : intérieur, sécurité et développement communautaire.
En 2021, les États-Unis lèvent les sanctions contre Ndirakobuca,.
En septembre 2022, Ndayishimiye s'en prend dans un discours à son Premier ministre Alain-Guillaume Bunyoni, sans toutefois le nommer. Il sous-entend que Bunyoni compte le renverser par un coup d'État et qu'il l'empêche de mener son action. Le 7 septembre, Bunyoni est démis de ses fonctions et le nouveau Premier ministre, Gervais Ndirakobuca, est approuvé à l'unanimité et à main levée par l'Assemblée nationale et le Sénat.
En octobre 2022, l'Union européenne annonce la levée des sanctions contre Ndirakobuca.
À la suite des élections sénatoriales de juillet 2025, il est élu à la présidence du Sénat le 5 août. Nestor Ntahontuye lui succède le jour même comme Premier ministre.